# Centrolene scirtetes
Centrolene scirtetes е вид жаба от семейство Centrolenidae.

## Разпространение
Този вид е разпространен в Еквадор и Колумбия.